# Wolfmother
Wolfmother es un grupo de hard rock/stoner rock procedente de Erskineville, Sídney Australia. Su música está muy influida por algunas bandas de rock de los setenta como AC/DC, Led Zeppelin, y Black Sabbath, así como por otras bandas más actuales como The White Stripes o Kyuss. En 2007 ganaron un premio Grammy a la mejor interpretación de hard rock por la canción "Woman" del álbum Wolfmother.

## Historia
En 2004, Wolfmother comenzó a aparecer en varios acontecimientos musicales importantes, tales como Homebake y el Big Day Out. En septiembre de 2004 Sacaron Wolfmother EP, a través de Modular Records. El EP fue un éxito, con unas ventas superiores a las 10 000 copias. En 2005, la banda se fue a Los Ángeles, trabajando junto al productor Dave Sardy (Red Hot Chili Peppers, Marilyn Manson) para grabar su álbum Wolfmother, lanzado en octubre de 2005.
Wolfmother actuó en el 2006 MTV Movie Awards. Ese año la banda australiana también actuó en el Azkena Rock Festival en Vitoria (España) compartiendo cartel con artistas tan populares como Pearl Jam, Iggy Pop o Buckcherry. También tocaron como teloneros de Pearl Jam en gran parte de la gira europea, actuando en Badalona (España) el 1 de septiembre. Además de presentarse en los MTV Australia Awards del 2009, con su nuevo disco, presentando al final su nuevo sencillo "Back Round".
Su canción "Woman" aparece en el videojuego Tony Hawk´s Project 8, Guitar Hero II, Guitar Hero III(PS2), en la banda sonora del videojuego Motorstorm para PlayStation 3, en la cuarta temporada de la serie televisiva Chuck y en el Videojuego Saints Row 2 en la emisora ficticia The Krunch 106.66. Otro de sus temas, "Dimension", se puede escuchar en el juego Rugby 2006 de EA sport, en la banda sonora del FlatOut 2, en la de Project Gotham Racing 4 y en el capítulo "Información Reservada" de la 3ª temporada de House. También se puede escuchar "far away" en el capítulo "lover's lanes" de CSI. La canción "Pyramid" aparece también en el videojuego multiplataforma FlatOut 2. La canción "Vagabond" es parte de la banda sonora de "(500) days of summer".
Han participado también en la banda sonora original de la tercera entrega de Spiderman con la canción "Pleased To Meet You", y también en la banda sonora del juego Need For Speed Carbon con su canción "Joker and the Thief", que también aparece en Shrek tercero, Shoot 'Em Up, Jackass 2 y en la película Hangover, además de en los anuncios del Peugeot 308 en Europa y en el videojuego Rock Band como contenido descargable. Recientemente también colaboró con la banda sonora del videojuego "Twisted Metal" para PS3, con su canción "California Queen".

### Cambios en la formación
El 7 de agosto de 2008 el sello Universal Records, compañía discográfica de la banda, anunció la partida del batería Myles Heskett y del bajista y tecladista Chris Ross debido a "diferencias irreconciliables", y que Stockdale planeaba buscar miembros que sustituyeran las vacantes para comenzar a trabajar en material nuevo. Ross y Heskett están trabajando en su nueva banda The Slew, junto con los DJ´s Mexicanos Aire Sb C y Carlos Sánchez torres, cuyo primer trabajo es un CD con el título 100% y que han presentado en Europa, recientemente (y como primera actuación en el Viejo Continente), en el festival SONAR GALICIA, celebrado del 17 al 19 de junio de 2010 en La Coruña.
Participó en la gira mundial The Mother of Rock con Guns N‘ Roses, Garbage, White Snake, Sammy Hagar, Steel Panther y Eruca Sativa que se llevó a cabo en ciudades como Monterrey, México y Yakarta, Indonesia entre otras.

### Nuevos miembros, nuevos proyectos
En febrero de 2009 se confirmó de los 3 nuevos miembros de la banda, en sustitución de los 2 salientes, se trata de Aidan Nemeth, que tocará la guitarra, Ian Peres que tomará el lugar de Chris Ross en el bajo y teclados y de Dave Atkins que estará en la batería, ellos y Andrew Stockdale conformarán Wolfmother.
También llegó la noticia de que el grupo grabó un nuevo álbum titulado Cosmic Egg, que se publicó el 27 de octubre de 2009.
Y en el año 2010 tendrían la oportunidad de telonear a la banda de Hard Rock KISS, que haría una serie de conciertos en Noruega en el mes de mayo con su gira europea llamada "Sonic Boom Over Europe Tour"
Como último comunicado se confirmó la salida del baterista Dave Atkins por motivos familiares y de otros proyectos y que será sustituido por el baterista Will Rockwell-Scott durante la gira de Cosmic Egg y que, posiblemente se mantenga en la banda posteriormente.
En 2012, entra el batería Hamish Rosser sustituyento a Will Rockwell-Scott, el guitarrista Vin Steele reemplaza a Aidan Nemeth y se añade el tecladista y percusionista Elliott Hammond; este último asumió la batería tras la salida de Rosser en 2013, y cuando abandonó el grupo, Tony McCall (quien aparecía sólo en los conciertos) tocó en la banda hasta que Vin Steele asumió el instrumento. Con esta formación se graba el tercer álbum titulado New Crown, publicado en 2014.
Un año más tarde, Vin Steele deja el grupo justo cuando se había anunciado la grabación de Victorious, el cual se editaría en 2016, este álbum tuvo la participación de Josh Freese y Joey Waronker, la gira promocional tuvo la presentación del batería Alex Carapetis, quien estuvo hasta junio de 2017, con la vuelta de Hamish Rosser.
El 14 de abril de 2018, el grupo aumentó de miembros y pasó de tener tres miembros a cinco, con el retorno del exbatería Dave Atkins esta vez como guitarrista, y también se une Jake Bennet como nuevo bajista, dejando a Ian Peres como tecladista.
En 2017 su canción Joker And The Thief pasó a ser la cabecera del programa La vida moderna (programa de radio) para su cuarta temporada.

## Miembros

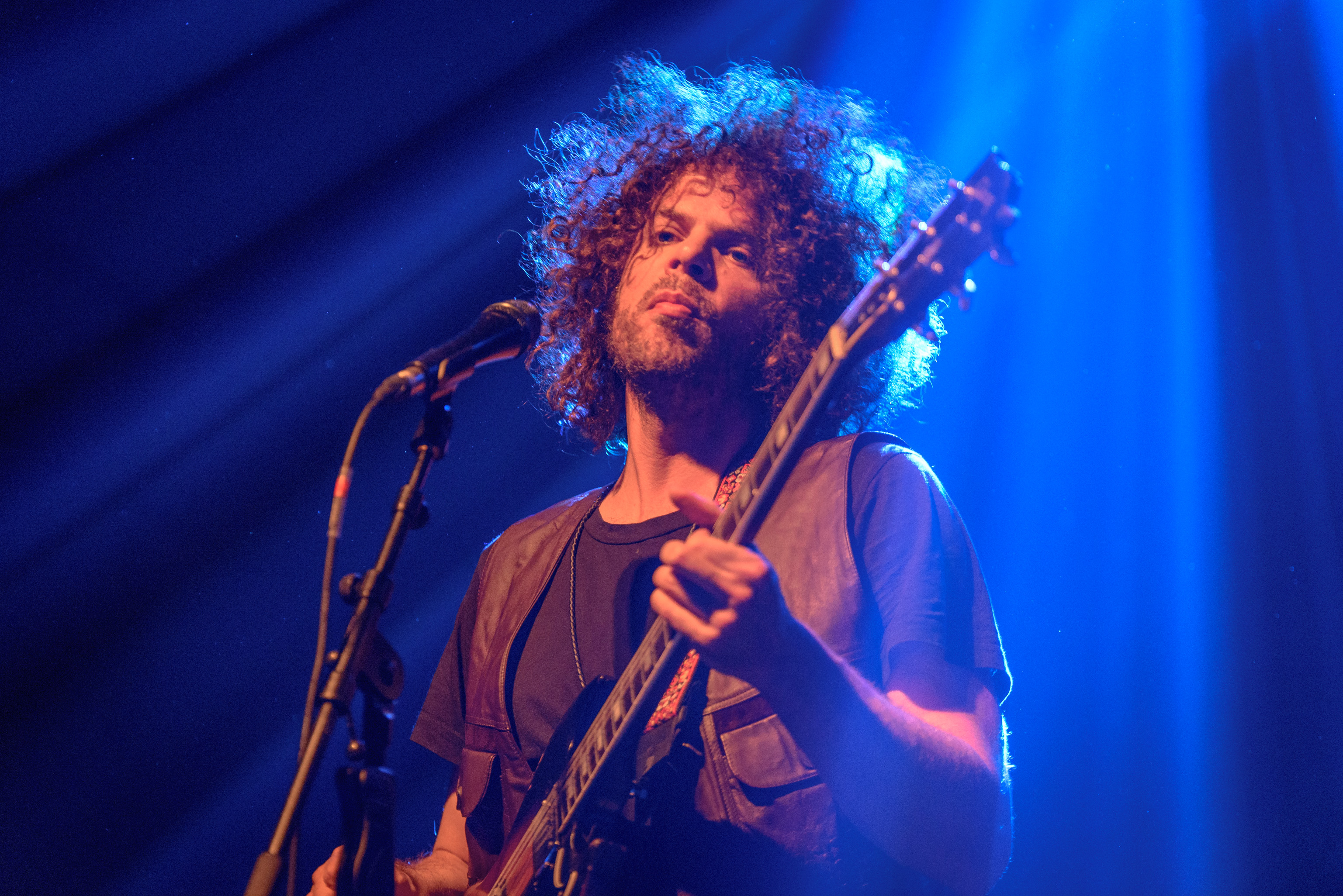
Andrew Stockdale
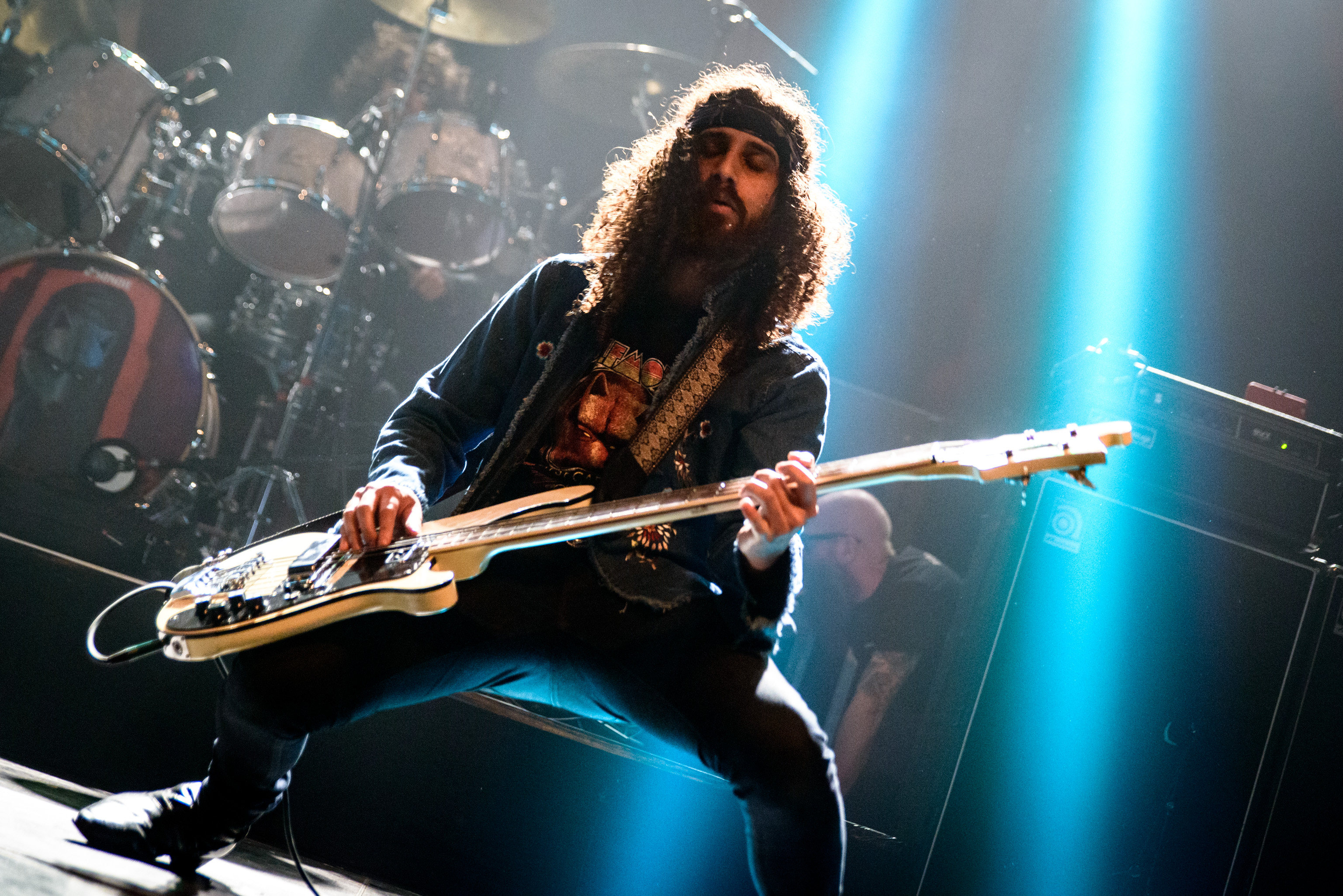
Ian Peres
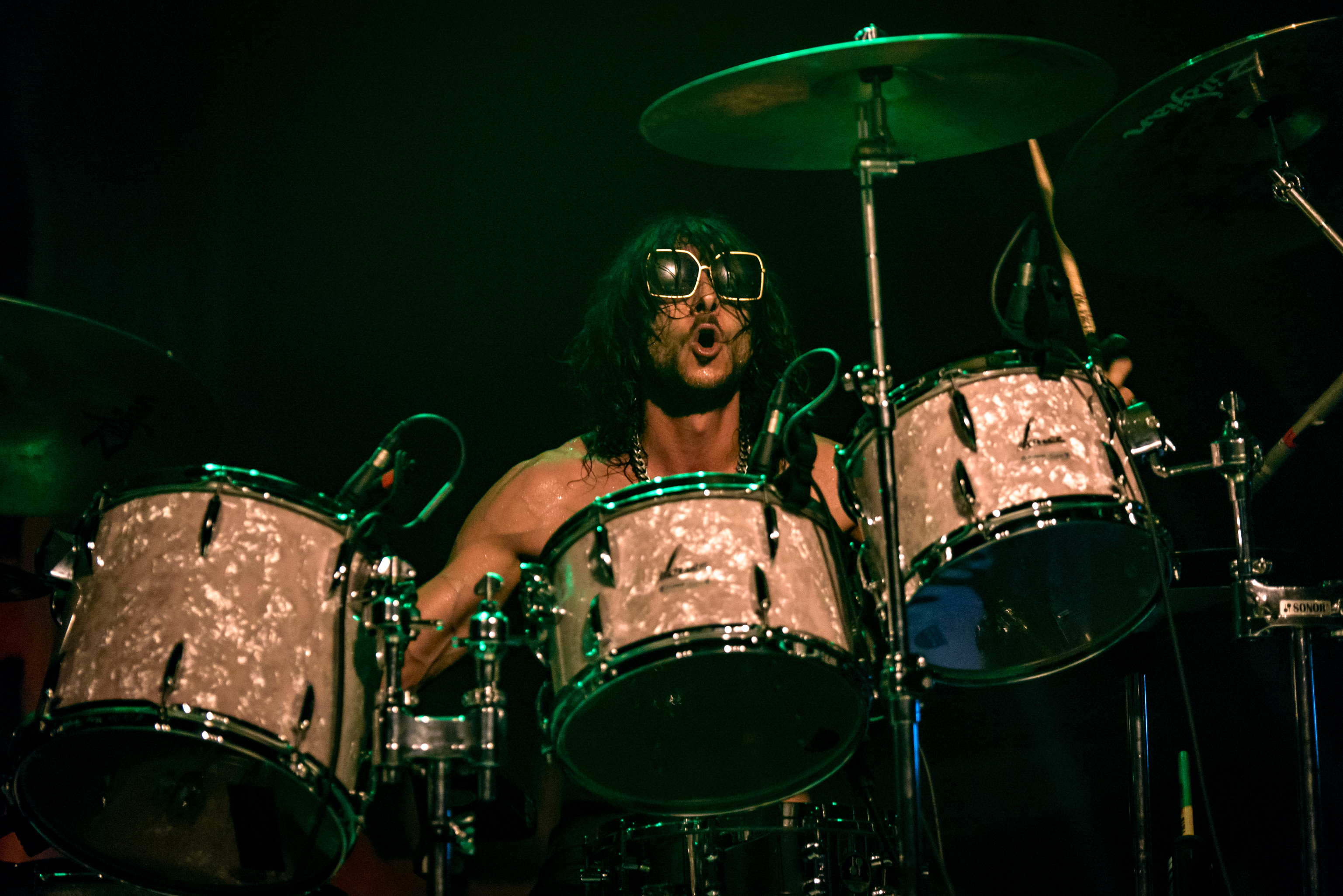
Alex Carapetis (Tour Drummer)

| Actuales - Andrew Stockdale – Voz, guitarra (2000–presente) - Ian Peres – Teclados y sintetizadores, coros (2009–presente), Bajo (2009–2018) - Dave Atkins – Guitarra (2018–presente), Batería (2009–2010) - Hamish Rosser - Batería (2012-2013, 2017–presente) - Jake Bennet - Bajo (2018–presente) | Anteriores - Chris Ross – Bajo, teclados, coros (2000–2009) - Myles Heskett – Batería (2000–2009) - Aidan Nemeth – Guitarra (2009–2012) - Will Rockwell-Scott – Batería (2010–2012) - Vin Steele – Guitarra (2012–2013), batería (2013–2015) - Elliott Hammond – Teclados, percusión, armónica, coros (2012–2013), batería (2013) - Alex Carapetis - Batería (2015–2017) |

Línea temporal

## Discografía

### Álbumes
- Wolfmother - 2005
- Cosmic Egg - 2009
- New Crown - 2014
- Victorious - 2016
- Rock'n'roll Baby  - 2019
- Rock Out - 2021

### EP
- Wolfmother EP - 2004
- Dimensions - 2004

### Sencillos
- "Mind's Eye" - 2005
- "Colossal" - 2006
- "White Unicorn" - 2006
- "Dimension" - 2006
- "Woman" - 2006
- "Love Train" - 2006
- "Vagabond" - 2006
- "Pyramid" - 2006
- "Joker & the Thief" - 2006
- "California Queen" - 2009
- "Back Round" - 2009
- "New Moon Rising" - 2009
- "Far Away" - 2009
- "How Many Times" - 2014
- "Heavy Weight" - 2014
- "I Ain’t Got No" - 2014
- "Enemy Is In Your Mind" - 2014
- "victorious" - 2016
- "Gypsy Caravan" - 2016
- "The Love That You Give"- 2016
- "Baroness"- 2016